# Touché Amoré
Touché Amoré ist eine US-amerikanische Post-Hardcore-Band aus Los Angeles (USA), die 2007 gegründet wurde. Touché Amoré wird als Teil des Screamo-Revivals gesehen. Außerdem gehört sie zusammen mit Defeater, La Dispute, Make Do and Mend und Pianos Become the Teeth zu der Post-Hardcore-Bewegung „The Wave“.

## Geschichte

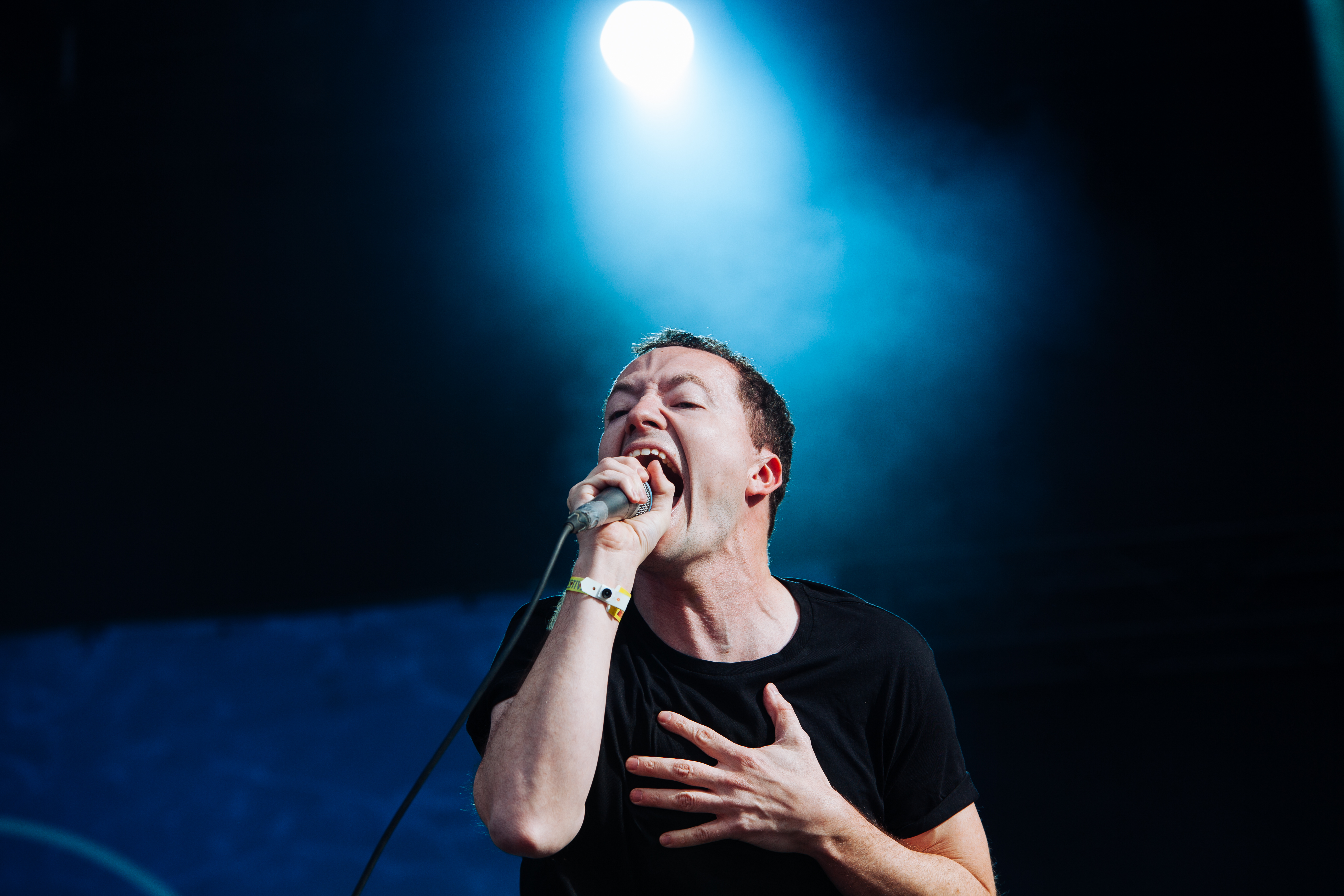
Sänger Jeremy Bolm auf dem Highfield-Festival 2014

Die Band veröffentlichte ihre Debüt-Single 7" im 2008 auf No Sleep Records. Nach mehreren Touren an der Westküste nahmen sie im Januar 2009 ihr erstes Album …To the Beat of a Dead Horse in den Earth Capital Studios auf, das sowohl auf dem Label 6131 als auch auf Geoff Ricklys (Thursday) Label Collect Records veröffentlicht wurde. Das Album erhielt allgemein positive Kritiken, darunter von Sputnikmusic, Punknews.org, und Alternative Press. Es wurde 2009 auch in mehrere Bestenlisten aufgenommen.
Die Band spielte 2009 und 2010 über 250 Konzerte u. a. als Vorgruppe von Thursday, Converge, Envy, And So I Watch You from Afar und Strike Anywhere, dabei Ende 2010 auch erste Konzerte in Europa.
2010 erschienen zwei Split-EPs, bei denen Touché Amoré beteiligt war: Searching For A Pulse/The Worth Of The World mit La Dispute und Touché Amoré / Make Do and Mend mit Make Do and Mend.
Touché Amorés zweites Studioalbum, Parting the Sea Between Brightness and Me wurde am 7. Juni 2011 auf dem Independent-Label Deathwish Inc. veröffentlicht. Die Band arbeitete dabei mit dem Produzenten und Toningenieur Ed Rose in seinem Black Lodge Recording Studio in Eudora. Das Album wurde Platte des Monats beim deutschen Musikmagazin Visions und landete auf Platz 6 der jährlichen „Album Of The Year“-Charts von Rock Sound.
Die Band spielte nach der Veröffentlichung über 200 Konzerte in Nordamerika, Australien und Europa, u. a. auch als Support für Rise Against und auf diversen Festivals wie dem Fun Fun Fun Fest in Austin in den USA oder dem Hevy Music Festival in England. Außerdem spielten Touché Amoré im Vorprogramm von Converge auf deren Europa-Tour im Dezember 2012.
2013 erschien eine Split-EP mit Pianos Become the Teeth, einer weiteren Band aus der The Wave-Bewegung. Zudem wurde eine Split-EP mit der Band Title Fight veröffentlicht, auf der Touché Amoré deren Song Crescent-Shaped Depression covern wird und Title Fight das auf Parting the See Between Brightness and Me erschienene Lied Face Ghost.
Touché Amorés drittes Album Is Survived By (2013) wurde Album des Monats September in der deutschen Musikzeitschrift Visions und war für Abonnenten als Heftbeilage erhältlich.
Am 20. Juni 2016 kündigten Touché Amoré die Veröffentlichung ihres vierten Albums mit dem Titel Stage Four für den September 2016 an und veröffentlichten mit Palm Dreams gleichzeitig das erste Lied. Das Album konnte sich in Deutschland und den USA in den Albumcharts platzieren. Es wurde sowohl von Lesern als auch der Redaktion von Visions zum Album des Jahres 2016 gewählt. Das 2020 veröffentlichte Album Lament wurde von Ross Robinson produziert. Erneut sind die Songs länger (die Vorabsingle Limelight ist bspw. der erste Song der Band, welcher die Fünf-Minuten-Marke überschreitet).

## Diskografie

### Studioalben
- 2009: …To the Beat of a Dead Horse (6131)
- 2011: Parting the Sea Between Brightness and Me (Deathwish Inc.)
- 2013: Is Survived By (Deathwish Inc.)
- 2016: Stage Four (Epitaph Records)
- 2020: Lament (Epitaph Records)
- 2024: Spiral in a Straight Line (Rise Records)

### Livealben
- 2018: 10 Years / 1000 Shows – Live at the Regent Theater (Epitaph Records)

### EPs
- 2008: Demo 7" (No Sleep)
- 2010: Searching for a Pulse/The Worth of the World (Split-EP mit La Dispute, No Sleep)
- 2010: Touché Amoré / Make Do and Mend (Split-EP mit Make Do and Mend, 6131/Panic)
- 2010: Live at WERS (Condolences)
- 2012: Touché Amoré / The Casket Lottery (No Sleep)
- 2013: Touché Amoré / Pianos Become the Teeth (Split-Single mit Pianos Become the Teeth, Topshelf)
- 2013: Touché Amoré / Title Fight (Sealegs)
- 2014: Live on BBC Radio 1: Vol 2 (Deathwish)
- 2015: Self Love (Gemeinschaftsprojekt mit Self Defense Family, Deathwish)
- 2017: Live on BBC Radio 1: Vol 3 (Epitaph Records)